# Problepsis ocellata
Problepsis ocellata is een vlinder uit de familie spanners (Geometridae). De wetenschappelijke naam is voor het eerst geldig gepubliceerd in 1845 door Frivaldszky.

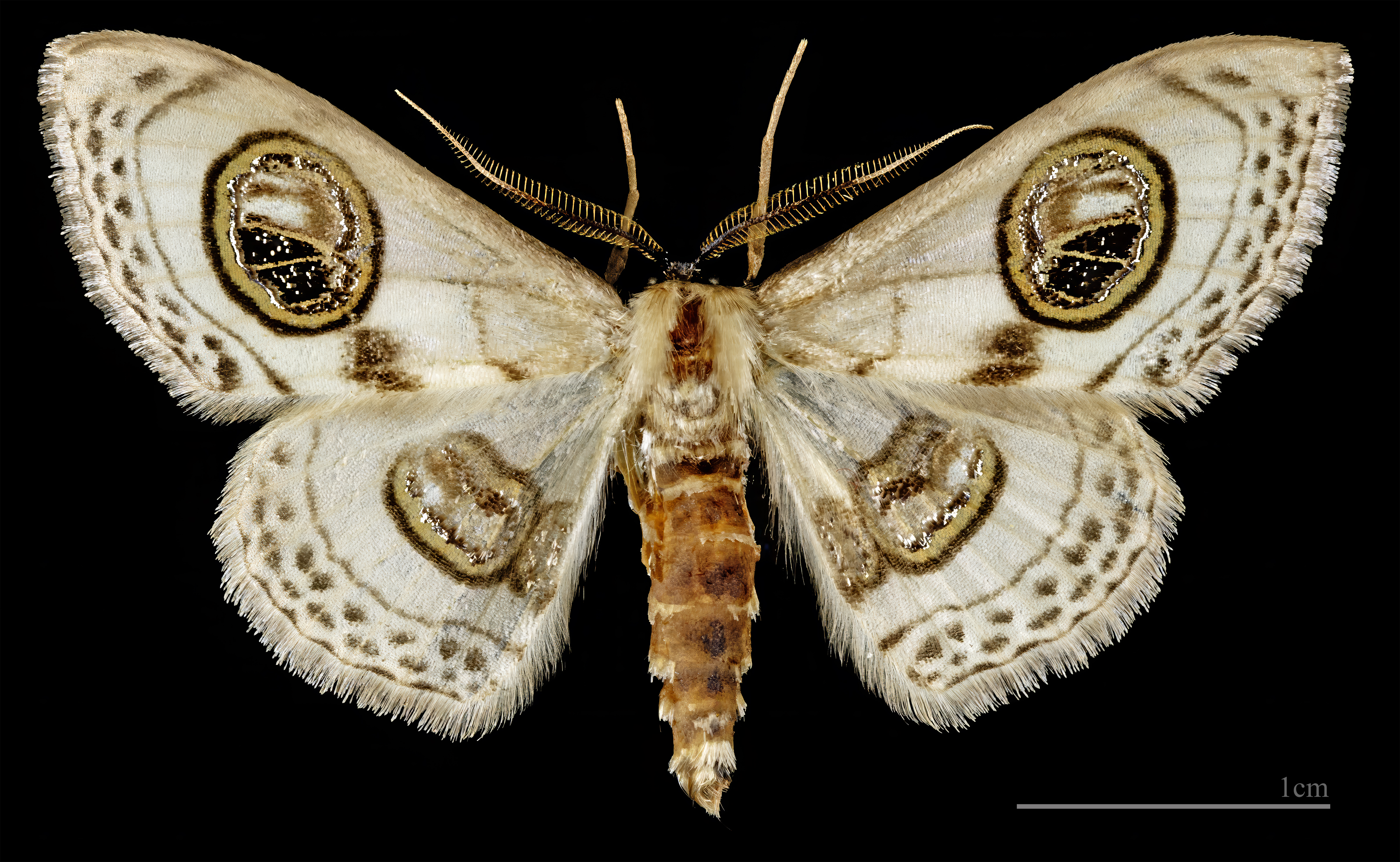
Problepsis ocellata ♂
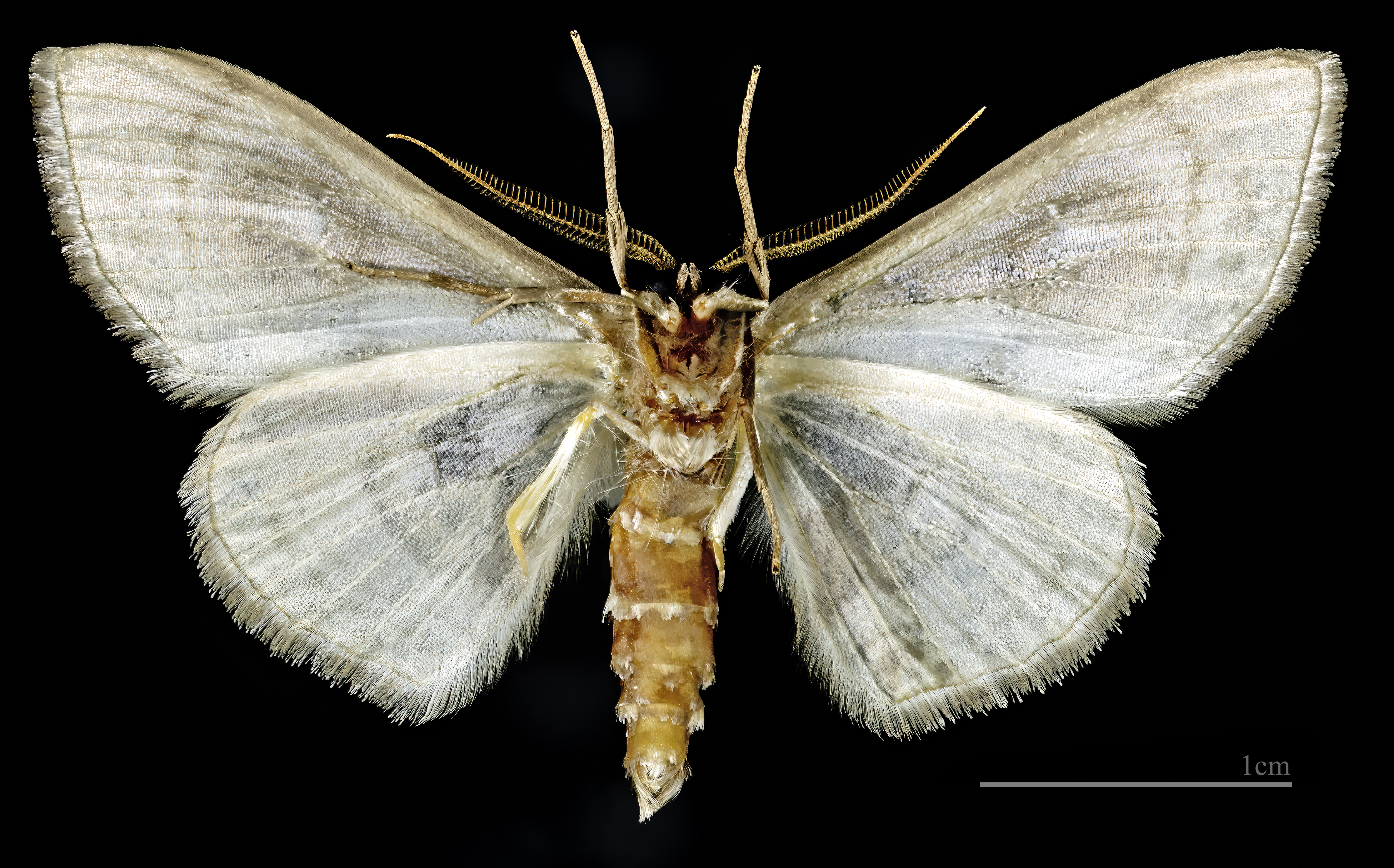
Problepsis ocellata ♂   △
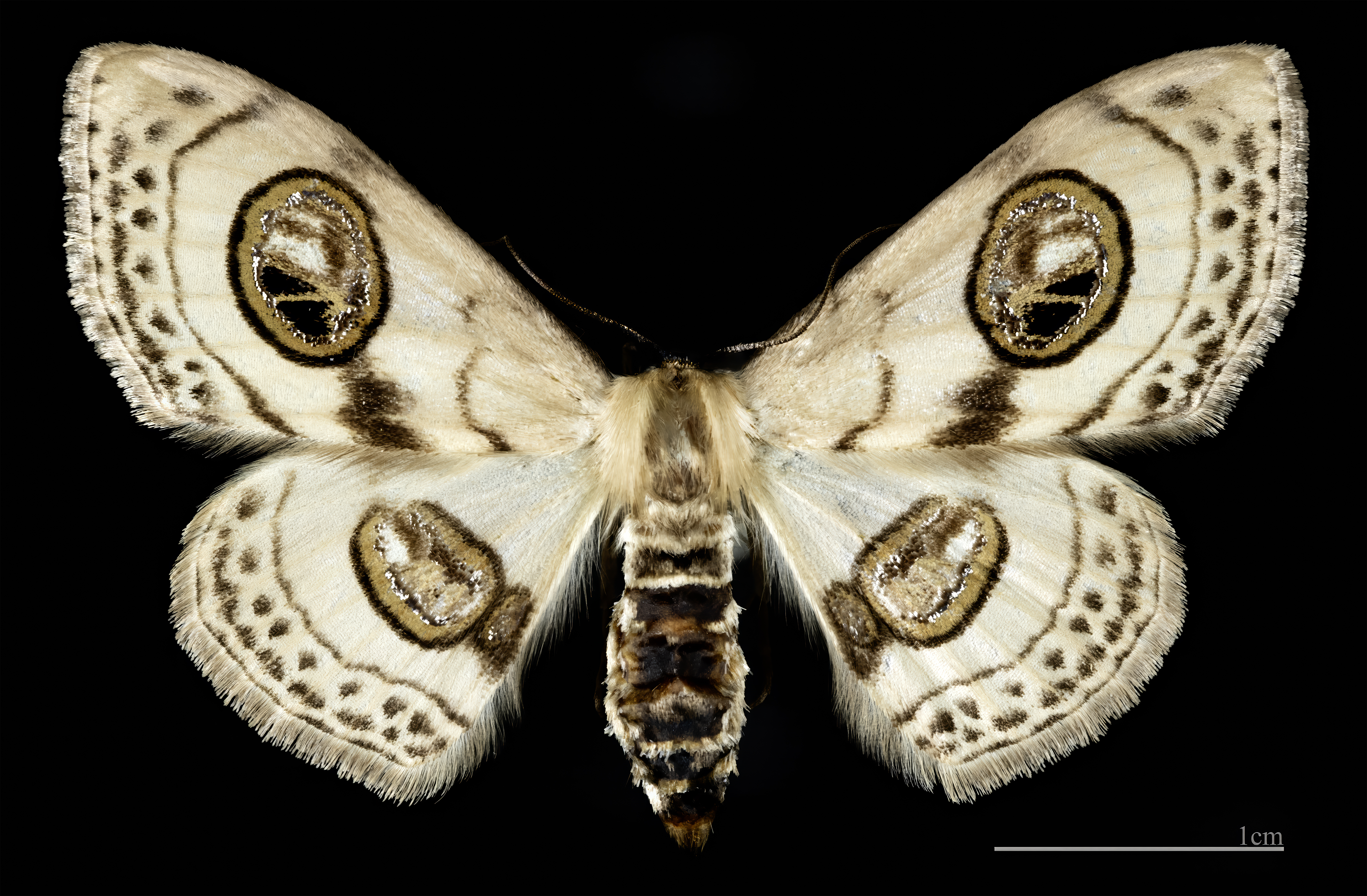
Problepsis ocellata ♀
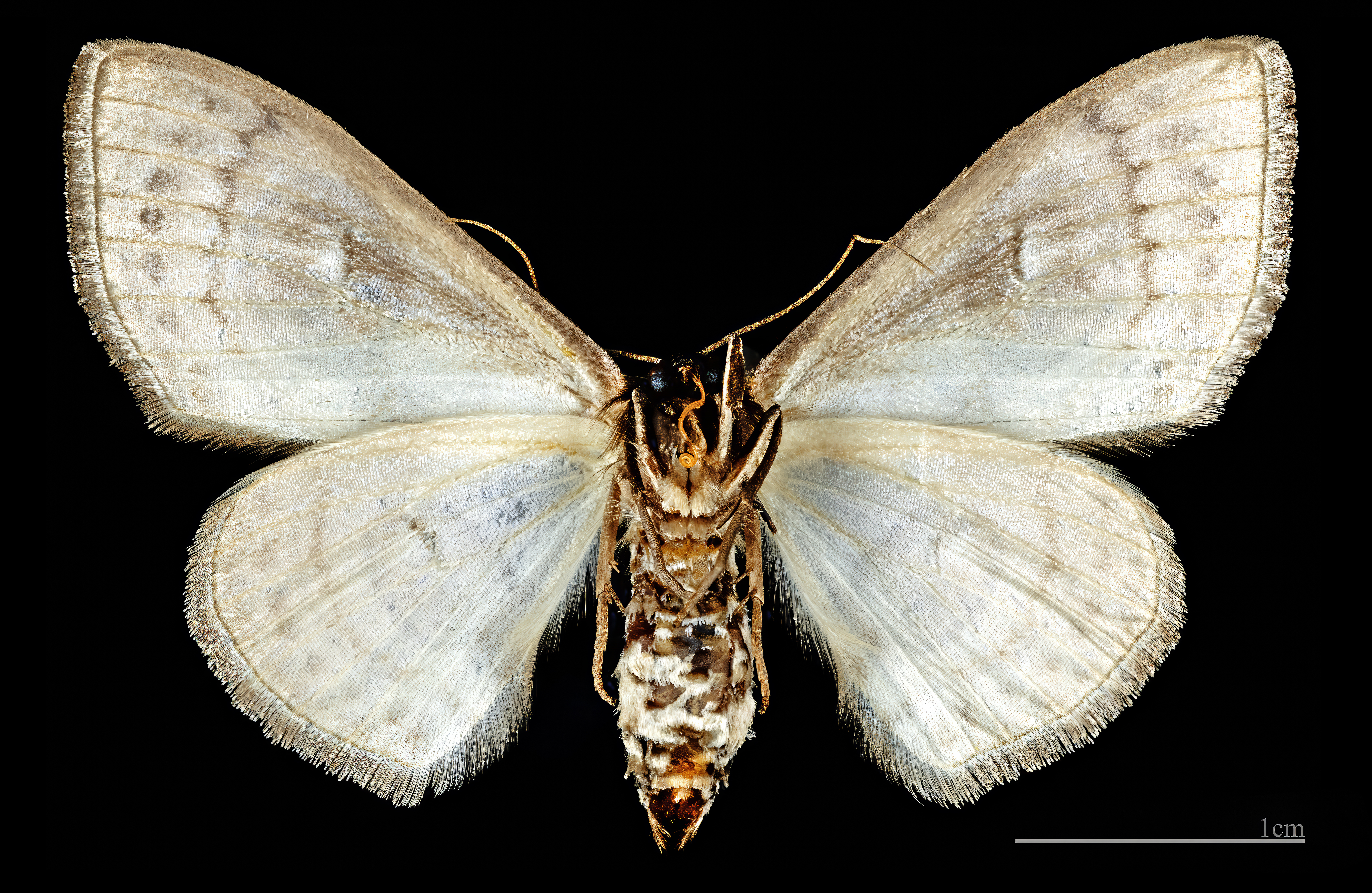
Problepsis ocellata ♀ △

De soort komt voor in Europa.